# Hugues-Wilfried Dah
Hugues-Wilfried Dah (Ouagadougou, 10 de julho de 1986) é um futebolista profissional burquinense que atua como atacante.

## Carreira
Hugues-Wilfried Dah representou o elenco da Seleção Burquinense de Futebol no Campeonato Africano das Nações de 2013.

## Títulos
Burkina Faso
- Campeonato Africano das Nações: 2013 - 2º Lugar.